# Jelena Davydova
Jelena Davydova född den 7 augusti 1961 i Voronezj i Ryssland, är en sovjetisk gymnast.
Hon tog OS-guld i lagmångkampen, OS-guld i den individuella mångkampen och OS-silver i bom i samband med de olympiska gymnastiktävlingarna 1980 i Moskva.